# Лисицына, Евгения Владимировна
Евге́ния Влади́мировна Лиси́цына (латыш. Jevgēnija Ļisicina; 11 ноября 1942, Ступино, РСФСР) — советская и латвийская органистка.

## Биография
Родилась в подмосковном городе Ступино в русской семье. С 1949 года жила вместе с семьёй на Урале, окончила музыкальную школу в Свердловске. Училась в Ленинградской консерватории на фортепьянно-органном факультете у В. Нильсена по классу фортепиано и у И. Браудо по классу органа. Из-за конфликта с И. Браудо была отчислена с четвертого курса консерватории с формулировкой «за несвоевременную сдачу задолженности». По совету органиста М. Шахина поехала поступать в Латвийскую государственную консерваторию им. Я. Витола, в органный класс Николая Ванадзиня, который взял её на второй курс. В конце второго курса сыграла свой первый концерт в Домском соборе. Со второго курса была переведена сразу на четвёртый, а на пятом получила персональную стипендию имени Чайковского. Ещё студенткой выступила с 40 концертами и осуществила свою первую аудиозапись. В 1968 г. получила вторую премию на Межреспубликанском конкурсе органистов имени Чюрлёниса.
Творческая карьера Лисицыной связана, прежде всего, с органом Домского собора в Риге. Здесь, в частности, Лисицына осуществила свой самый амбициозный проект — исполнение всех органных сочинений Иоганна Себастьяна Баха на протяжении 1999—2001 гг. Лисицына записала около 20 альбомов, в числе которых — её собственное переложение для органа концертов Антонио Вивальди «Времена года». Среди других аранжировок Лисицыной — «Картинки с выставки» Модеста Мусоргского (версии для органа и фортепиано и для органа и ударных), Адажио для струнного оркестра Сэмюэла Барбера, «Сюита в старинном стиле» Альфреда Шнитке. С 2019 года проживает в Москве.

## Семья
Отец и мать родом из Тулы.
Брат Владимир служил во флоте, был в составе экипажа подводной лодки К-129, потерпевшей катастрофу в 1968 году.
Самостоятельно воспитывала двоих сыновей и внука.
Старший сын Сергей (Прохор) — регент и певчий в мужских хорах РПЦ МП.
Младший сын Владимир — юрист.

## Дискография
В Советском Союзе Евгения Лисицына была одной из самых записываемых органисток — на её счету около 20 пластинок. Почти все записи были сделаны на органе Рижского Домского собора. В новейшее время Евгения Лисицына выпустила 6 компакт-дисков, один из которых записан на электронном органе. Предложенная дискография дает представление о масштабах репертуара артистки.
1973 33СМ-03287-88.
- Р. Ермакс. Токката и фуга ми-бемоль мажор.
- И. С. Бах. Пассакалия до минор BWV 582; Хорал из кантаты № 147 соль мажор, переложение для органа Р.Хилла.
- В. А. Моцарт. Фантазия фа минор KV 608.
- М. Регер. Интродукция и пассакалия ре минор.

1976 (?) 33СМ-03279-80.
- А. Вивальди — В. Ф. Бах. Концерт для органа ре минор.
- К. Славицкий. Фреска № 3.
- М. Регер. Фантазия и фуга соч. 135b.
- И. Н. Давид. Маленькая фантазия соль мажор.

1976 33Д-031833-4.
- И. С. Бах. Партиты на тему хорала соль минор BWV 768; Концерт № 1 соль мажор BWV 592.
- М. Регер. Фантазия и фуга на тему В-A-C-H, соч. 46.

1977 C10-12257-8. Музыка композиторов семьи Бах.
- Генрих Бах. Хорал.
- Иоганн Христоф Бах. Хорал.
- Иоганн Михаэль Бах. Хорал; Партита на тему хорала.
- Иоганн Бернгард Бах. Хорал.
- Вильгельм Фридеман Бах. Фуга соль минор.
- Иоганн Христиан Бах. Фуга до минор.
- Карл Филипп Эммануил Бах. Фуга ми-бемоль мажор.
- Иоганн Христоф Фридерих Бах. Прелюдия ми минор.
- Иоганн Себастьян Бах. Прелюдия и фуга си минор BWV 544.

1977 (?) С10-17031-2. Органная музыка М.Регера.
- М. Регер. Соната № 2 ре минор, соч. 60; Интродукция и пассакалия фа минор, соч. 63; Канцона ми-бемоль мажор, соч. 65 № 9; Скерцо ре минор, соч. 65 № 10.

1978 С10-12667-8.
- А. Вивальди. Глория. Переложение оркестровых партий для органа Е. Лисицыной. Камерный хор «Ave sol», дирижёр И. Кокарс. Солисты: Г.Калинина, И. Архипова.

1979 C10-12665-66.
- И. С. Бах. Прелюдия и фуга ми-бемоль мажор BWV 552; Токката и фуга фа мажор BWV 540; Фантазия и фуга соль минор BWV 542.

1980 C10-18787-002.
- А. Вивальди. «Времена года».

1980 С10-21957-006.
- Г. Ф. Гендель. Концерт для органа с оркестром си-бемоль мажор соч.7 № 1; Концерт для органа с оркестром ля мажор соч.7 № 2. Камерный оркестр Государственной филармонии Латвийской ССР. Дирижёр Т. Лифшиц.

1981 С10-13715-6. Органная музыка французских композиторов.
- С. Франк. Хорал № 1 ми минор.
- Ж. Роже-Дюкас. Пастораль для органа.
- О. Мессиан. Медитация Le Verbe № 4 из цикла La Nativite du Seigneur.
- М. Дюпре. Вариации на тему старинной рождественской песни, соч. 20.

1981 33СМ-02525-6. Органная музыка французских композиторов.
- Ф. Пуленк. Концерт для органа, струнного оркестра и литавр. Камерный оркестр Государственной филармонии Латвийской ССР. Дирижёр Т. Лифшиц. Солист (литавры) А. Вилюманис
- С. Франк. Хорал № 3 ля минор.
- М. Дюпре. Прелюдия и фуга соль минор.

1981 С10-26687-001.
- Ф. Мендельсон. Соната для органа ля мажор соч. 65 № 3; Соната для органа си-бемоль мажор соч. 65 № 4.
- Ю. Ройбке. Соната до минор «Псалом 94».

1981 С10-19631-006.
- И. С. Бах. Хоралы для органа BWV 651—656.

1981 С10-19633-000.
- И. С. Бах. Хоралы для органа BWV 665—668, 645—650.

1983 С10-22033-000.
- Д. Скарлатти. Сонаты для скрипки и basso continuo. М.Фихтенгольц (скрипка), Е.Лисицына (орган). Запись с концерта в Большом зале Московской консерватории 28 марта 1983 года.
  - Соната № 1 ре минор К.77;
  - Соната № 2 ми минор К.81;
  - Соната № 3 ре минор К.89;
  - Соната № 4 ре минор К.90;
  - Соната № 5 соль мажор К.91.

1984 С10-23561-006.
- И. С. Бах. Сонаты для скрипки и basso continuo. М.Фихтенгольц (скрипка), Е.Лисицына (орган).
  - Соната соль мажор BWV 1021;
  - Соната ми минор BWV 1023;
  - Соната до минор BWV 1024;
  - Adagio ma non tanto из Сонаты № 3 для скрипки и клавесина BWV 1016.

1992 СD.
- А. Вивальди. «Времена года»
- И. С. Бах. Партиты на тему хорала соль минор BWV 768.

(?) СD.
- И. С. Бах. Токката и фуга ре минор BWV 565; Рождественские хоралы BWV 599—617.
- А. Калныньш. «Holy Night».
- Ф. Грубер. «Stille Nacht, Heilige Nacht».
- С. Франк. «Panis Angelicus».
- И. С. Бах — Ш.Гуно. «Ave Maria».
- А. Страделла. «Pieta Signore».
- Л. Вьерн. «Les chorales de Hinckley».

(?) СD. Записано на цифровом органе «Gabrielle». 
- А. Вивальди. «Весна» из цикла «Времена года».
- И. С. Бах. Токката и фуга ре минор BWV 565; Хоральная прелюдия Ich ruf zu dir, Herr Jesu Christ BWV 639; Пассакалия до минор BWV 582.
- Падре Давидо да Бергамо. «Andantino».
- М. Мусоргский. Картинки с выставки.
- М. Дюпре. Прелюдия и фуга соль минор.